# Équipe d'Équateur des moins de 20 ans de football
Maillots
Actualités
L'équipe d'Équateur de football des moins de 20 ans est une sélection de joueurs de moins de 20 ans au début des deux années de compétition placée sous la responsabilité de la Fédération équatorienne de football.

## Parcours en compétition internationale

### Coupe du monde des moins de 20 ans
| Coupe du monde des moins de 20 ans | Coupe du monde des moins de 20 ans | Coupe du monde des moins de 20 ans | Coupe du monde des moins de 20 ans | Coupe du monde des moins de 20 ans | Coupe du monde des moins de 20 ans | Coupe du monde des moins de 20 ans | Coupe du monde des moins de 20 ans |
| Année                              | Tour                               | J                                  | G                                  | N                                  | P                                  | Bp                                 | Bc                                 |
| ---------------------------------- | ---------------------------------- | ---------------------------------- | ---------------------------------- | ---------------------------------- | ---------------------------------- | ---------------------------------- | ---------------------------------- |
| 1977                               | Non qualifiée                      | -                                  | -                                  | -                                  | -                                  | -                                  | -                                  |
| 1979                               | Non qualifiée                      | -                                  | -                                  | -                                  | -                                  | -                                  | -                                  |
| 1981                               | Non qualifiée                      | -                                  | -                                  | -                                  | -                                  | -                                  | -                                  |
| 1983                               | Non qualifiée                      | -                                  | -                                  | -                                  | -                                  | -                                  | -                                  |
| 1985                               | Non qualifiée                      | -                                  | -                                  | -                                  | -                                  | -                                  | -                                  |
| 1987                               | Non qualifiée                      | -                                  | -                                  | -                                  | -                                  | -                                  | -                                  |
| 1989                               | Non qualifiée                      | -                                  | -                                  | -                                  | -                                  | -                                  | -                                  |
| 1991                               | Non qualifiée                      | -                                  | -                                  | -                                  | -                                  | -                                  | -                                  |
| 1993                               | Non qualifiée                      | -                                  | -                                  | -                                  | -                                  | -                                  | -                                  |
| 1995                               | Non qualifiée                      | -                                  | -                                  | -                                  | -                                  | -                                  | -                                  |
| 1997                               | Non qualifiée                      | -                                  | -                                  | -                                  | -                                  | -                                  | -                                  |
| 1999                               | Non qualifiée                      | -                                  | -                                  | -                                  | -                                  | -                                  | -                                  |
| 2001                               | Huitième de finale                 | 4                                  | 1                                  | 1                                  | 2                                  | 3                                  | 4                                  |
| 2003                               | Non qualifiée                      | -                                  | -                                  | -                                  | -                                  | -                                  | -                                  |
| 2005                               | Non qualifiée                      | -                                  | -                                  | -                                  | -                                  | -                                  | -                                  |
| 2007                               | Non qualifiée                      | -                                  | -                                  | -                                  | -                                  | -                                  | -                                  |
| 2009                               | Non qualifiée                      | -                                  | -                                  | -                                  | -                                  | -                                  | -                                  |
| 2011                               | Huitième de finale                 | 4                                  | 1                                  | 1                                  | 2                                  | 4                                  | 4                                  |
| 2013                               | Non qualifiée                      | -                                  | -                                  | -                                  | -                                  | -                                  | -                                  |
| 2015                               | Non qualifiée                      | -                                  | -                                  | -                                  | -                                  | -                                  | -                                  |
| 2017                               | phases de groupe                   | 3                                  | 0                                  | 2                                  | 1                                  | 4                                  | 5                                  |
| 2019                               | 3e                                 | 7                                  | 4                                  | 1                                  | 2                                  | 8                                  | 5                                  |
| 2023                               | Huitième de finale                 | 4                                  | 2                                  | 1                                  | 2                                  | 14                                 | 5                                  |
| 2025                               | Non qualifiée                      | -                                  | -                                  | -                                  | -                                  | -                                  | -                                  |
| Total                              | 5/24                               | 22                                 | 8                                  | 6                                  | 9                                  | 23                                 | 23                                 |

### Championnat des moins de 20 ans CONMEBOL
- Vainqueur du championnat 2019

### Palmarès
- Huitième de finaliste à la Coupe du monde des moins de 20 ans en 2001 et 2011

- troisième à la Coupe du monde des moins de 20 ans en 2019

## Personnalités de l'équipe

### Effectif actuel
- Pervis Estupiñán, arrière gauche

### Anciens joueurs
- Alexander Bolaños